# Чайнишки манастир
Чайнишкият манастир „Успение Богородично“ (на сръбски: Манастир Успења Пресвете Богородице Чајничке) е православен манастир в село Чайниче, Босна и Херцеговина. Част е от Дабробосненската епархия на Сръбската православна църква.

## История
В манастира има две църкви, посветени на Успение Богородично – стара църква от XV век и нова възрожденска църква от XIX век.
Новата църква е дело на видния български дебърски майстор строител Андрей Дамянов и е построена в периода 1857 – 1863 година. Вътрешността на църквата е изписана от зографи от големия български род Рензови, като тяхно дело е също и иконостасът в храма.